# Sophie Jacoba Wilhelmina Grothe

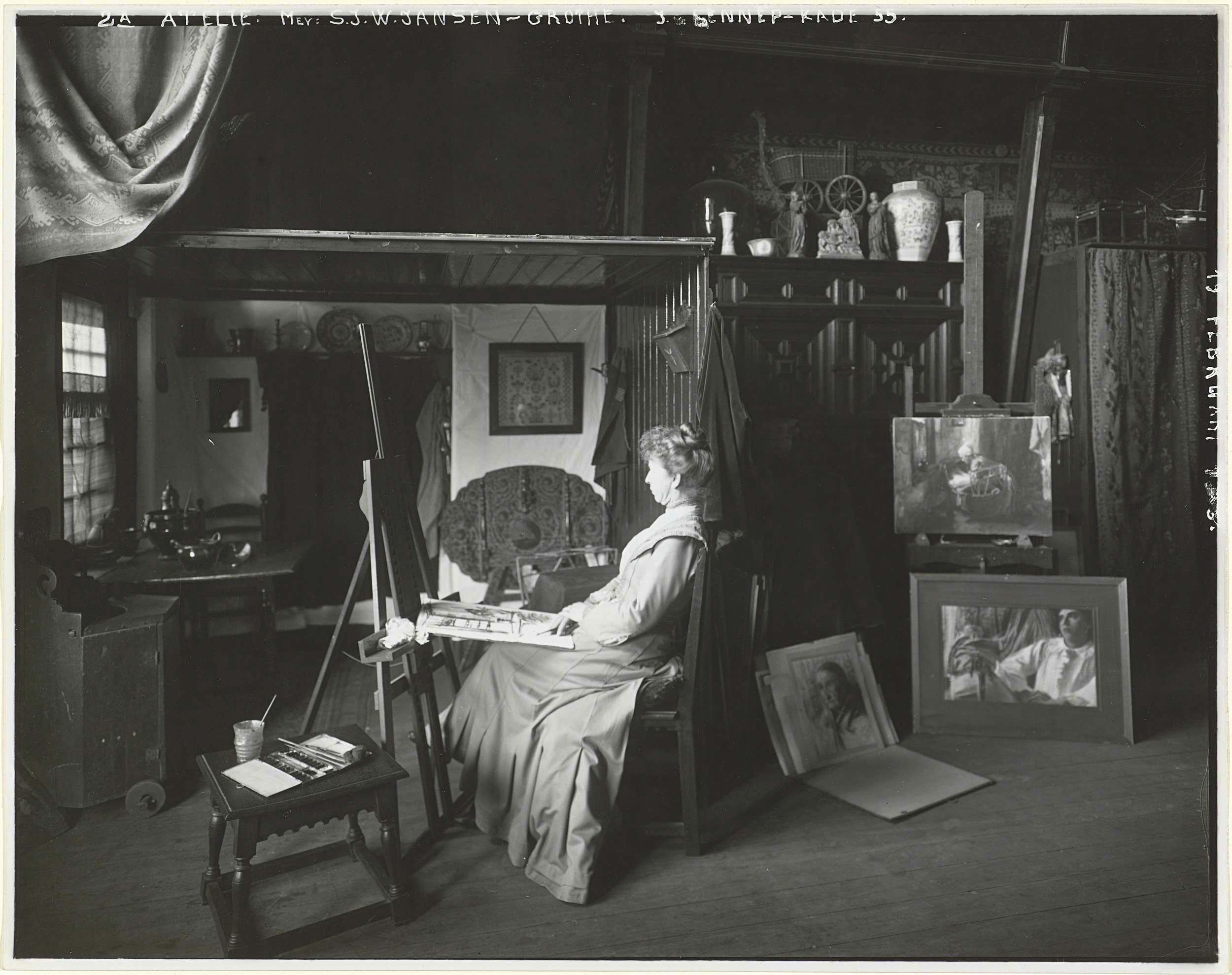
Sophie Jacoba Wilhelmina Grothe in ihrem Atelier 1903

Sophie Jacoba Wilhelmina Jansen-Grothe (* 11. Juli 1852 in Zeist; † 1. Juli 1926 ebenda) war eine niederländische Malerin.

## Leben
Sophia Jacoba Wilhelmina Grothe wurde als eines von zehn Kindern des Stadtrats von Zeist Jacob Theodoor Grothe und Johanna Louisa Antoinetta Baroness Taets van Amerongen am 11. Juli 1852 in eine vermögende Familie geboren. Sie war die Cousine der Malerin Elisabeth Adriani-Hovy. Sophia Grothe war Schülerin des Malers Hendrik Willebrord Jansen, den sie am 1. Februar 1895 in Hilversum heiratete. Sie zog mit ihm nach Amsterdam. Dort lebten sie bis 1907, danach zogen sie zurück nach Zeist. In Amsterdam teilten sie sich ein Atelier, in dem sie 1903 vom Fotografen Sigmund Löw besucht wurden, der sie in ihrem Atelier fotografierte. Die Fotos befinden sich in der Sammlung des Rijksmuseum Amsterdam. Zu ihrem Werk zählen farbenfrohe Stillleben mit exotischen Objekten, Interieurs und Porträts in Aquarell.
Sophie Jacoba Wilhelmina Grothe war Mitglied der Kunstvereinigung Arti et Amicitiae. Sie gewann einen Preis auf dem Salon de Paris. Sophie Jacoba Wilhelmina Jansen-Grothe starb am 1. Juli 1926 und wurde auf dem alten Generalfriedhof in Zeist im Familiengrab neben ihrem Mann, der bereits 1908 verstorben war, bestattet.